# 本宮町 (和歌山県)
本宮町（ほんぐうちょう）は、和歌山県南部にあった町。東牟婁郡に属した。
2005年（平成17年）5月1日の市町村合併で、田辺市など4市町村と合併し、新市制の田辺市の一部となった。

## 概要
熊野本宮大社の神明町として、古代からの歴史を持つ、修験道や権現信仰の故地である。現在では、林業と観光を主産業とする。人口は2000年（平成12年）の国勢調査時に3,869人、面積は204.06km2。
熊野本宮を初め、熊野参詣道、熊野九十九王子跡などは、ユネスコの世界遺産「紀伊山地の霊場と参詣道」の登録物件である。奈良県十津川村と接する県境の町でもあり、古来より大和国や伊勢国より熊野本宮に到る参拝路の終点でもあった。

## 地理
紀伊半島の山中、紀伊山地の標高250m台より上に位置する。集落は250mから350m台に多い。北を果無山脈、南を大塔山系と二つの1,000m級の山脈に囲まれ、寒暖の差が烈しい。
熊野川が町の北東部から南東部を流れ、随所に滝を作る。古湯湯の峰温泉、熊野川支流の大塔川河原の川湯温泉そして渡瀬温泉が存在し、熊野本宮温泉郷として国民保養温泉地に指定されている。
町内最高点は標高1,122mの大塔山、町の南西部、大塔村との境に当たる。

### 隣接していた自治体
- 和歌山県
  - 東牟婁郡 古座川町、熊野川町
  - 西牟婁郡 中辺路町、大塔村
- 奈良県
  - 吉野郡 十津川村

## 歴史
本宮は熊野本宮大社に奉仕し、また参詣者に宿を提供する神明町として発達した。本宮町の中心集落である本宮の名も熊野本宮大社に由来する。

### 古代
熊野本宮は、崇神天皇の頃成立したと『熊野年代記』には伝えるが、年代の確かな最初の記事は766年の物である。当時、本宮は熊野川、音無川、岩田川の合流する中州にあった（本宮大社旧社地・大斎原）。最初は紀伊国の地方の神社という扱いであったが、醍醐天皇の頃から朝廷の尊崇を受け始め、799年の宇多法皇の行幸や延喜式への記載など、次第に重い扱いを受けるようになる。

### 平安時代
代々の朝廷の尊崇を集めたことにより、本宮の町もまた大社やそれを囲む数々の社とともに発展していった。熊野には本宮へ参る途上に九十九王子と呼ばれる神社群があり、参詣者が道中の無事と巡拝の成就を祈念した。それらのうち本宮町内には、参詣者が信仰の志を新たにしたと伝えられる発心門王子（本宮町三越）、本宮大社旧社地を遠望する伏拝王子（本宮町伏拝字茶屋）などがある。
院政期には、熊野への皇族をはじめとする貴紳の参拝が頻繁に行われ、これを熊野御幸と呼ぶ。平安中期から熊野三山（本宮・新宮・那智）は社僧である熊野別当が管轄するところとなった。伝承によると初代別当は孝霊天皇の時おかれたとあるがこれは疑わしい。正史では1090年白河上皇が行幸の折、熊野別当長快の上に検校をおいたとあるが、熊野別当の初見は、1000年で、そこに熊野別当として増皇という名の僧が登場している（『権記』）。京に住んだ熊野三山検校に対して、熊野別当は本宮に住み三山を管轄した。
本宮は熊野御幸の要であり、寄進によって社殿は拡充され、本宮もまた繁栄した。しかし、承久の乱（1221年）での上皇方の敗北、上皇方に与した熊野別当家の衰退のために、熊野への行幸は1281年の亀山上皇の行幸を最後として終わり、以後、参詣者の中心は東国の武士と有力農民に移ることになった。
熊野信仰の隆盛には本宮が阿弥陀如来と結び付けられたことも大きい。平安中期から鎌倉期にかけての阿弥陀信仰は熊野への崇敬とも結びついた。この熊野信仰から熊野誓紙に起請文を書く習慣が生まれ、熊野誓紙は熊野本宮の重要な収入源となっていく。熊野権現は貴族だけでなく武士の信仰も集めたのである。また伊勢神宮を庶人が参拝するようになると、伊勢と熊野を併せて参拝することも行われた。

### 戦国時代から江戸時代まで
だが、室町時代後期には被官の堀内氏におされ、その勢力は衰えた。その堀内氏も関ケ原の合戦で西軍についたため、領地を没収された。浅野長政が紀州和歌山に封じられると、本宮はその領地に入った。長政は本宮大社に社領1千石を寄進し、後に紀州に入った紀州徳川家もこれを踏襲した。紀州藩領となってからは、現在の本宮町は領主直轄領（本藩領）と家老水野氏の領する新宮藩領に分割され、1871年（明治4年）廃藩置県に至った。

### 明治時代以後
廃藩置県により本藩領は和歌山県、新宮領は新宮県となり、同年11月、田辺県を加えて和歌山県として合同した。
1889年（明治22年）に熊野川に洪水があり、熊野本宮大社も大きな被害を受けたため、1kmほど離れた現在の場所へ移転した。1890年（明治23年）市町制施行により、三里村、本宮村、四村、請川村、敷屋村がおかれた。1956年9月30日、これらは本宮町として合併した。
いわゆる、田辺市を中心とする合併協議会が設置されるとこれに合流し、1年半の合併協議の末、田辺市、龍神村、中辺路町、大塔村、本宮町が、それぞれの自治体を廃止して新たに1市を新設する対等合併を行うことに合意した。2005年（平成17年）5月1日に、本宮町を含む関係市町村が廃止され、田辺市が新設された。

### 沿革
- 1956年（昭和31年）9月30日 - 三里村・本宮村・四村・請川村および敷屋村の一部（大字小津荷・高山）が合併して発足。
- 2005年（平成17年）5月1日 - 田辺市・日高郡龍神村・西牟婁郡中辺路町・大塔村と合併し、改めて田辺市が発足。同日本宮町廃止。

## 行政
- 本宮町役場：本宮町本宮219
- 町長：泉正徳（任期2007年2月6日まで）

周辺自治体は、和歌山県中辺路町、大塔村、古座川町、熊野川町、奈良県十津川村。1960年11月26日に、新宮市他と新宮周辺広域市町村圏事務組合を設置、広域市町村計画の策定、連絡調整、 地方卸売市場の運営を行っている。
2002年7月23日に田辺広域合併協議会が発足すると、本宮町は参加の希望をただちに表明した。10月21日より田辺広域合併協議会に加わり、約1年半の合併協議の末、田辺市（旧制）、龍神村、中辺路町、大塔村、本宮町が地方自治体法第7条第1項による廃置分合を行い、それぞれの自治体を廃止して新たに1市を新設する対等合併を行うことに合意した。2004年6月19日に合併協定書を調印、これを受け6月29日本宮町議会は関連議案を議決し、7月1日関係市町村長により合併が県知事に申請され、10月には官報公示された。2005年5月1日に本宮町を含む関係市町村は廃止され、田辺市（新制）が新設された。

### 人口動向
交通の不便な山間部にあり、過疎化と、若年人口の流出による高齢化が進んでいる。2000年の国勢調査では、総人口 3,869人中、男性 1,808人、女性 2,061人。世帯数は1,725世帯である。うち生産年齢人口 1,907人 (49.3%)、老齢人口 1,444人 (37.3%)。近隣自治体との比較でも有意に老齢人口の比率が高いとの指摘がある。1995年の国勢調査では人口 4,123人であり、人口、世帯数ともに減少している。

## 産業
観光業、林業、農業が主な産業である。1998年（平成10年）の町民所得（域内純生産）は71億3400万円、うちサービス業19億780百万（ただしこれは観光産業以外も含んでいる）、林業5億7200万円、農業1億300万円。2000年の統計によれば農業従事世帯のうち41.6%が販売を行う。耕地のうち水田が70%を占める。
町面積の91.6%、18,698ha が森林であり、林業従事世帯は町の15.8%を占める。しかし国内林業の不振もあり、近年は熊野本宮大社と豊かな森林資源と温泉を軸に観光開発に力を入れている。年60万人の観光客が訪れる。1990年代後半から積極的にユネスコの世界遺産への登録のため運動を行い、「紀伊山地の霊場と参詣道」として登録された。また林野庁の緑の雇用事業に参加し、林業事業者の新規確保にも取り組んでいる。

## 友好都市
- 堺市（大阪府）
  - 1998年5月4日に友好都市提携。合併後は解消。

## 教育機関
合併直前の本宮町には小学校4校、中学校2校があった。
- 中学校
  - 本宮町立本宮中学校（1999年に四村川中学校、請川中学校を統合。現・田辺市立本宮中学校）
  - 本宮町立三里中学校（現・田辺市立三里中学校）
- 小学校
  - 本宮町立本宮小学校（現・田辺市立本宮小学校）
  - 本宮町立請川小学校（2006年に田辺市立本宮小学校へ統合）
  - 本宮町立四村川小学校（2006年に田辺市立本宮小学校へ統合）
  - 本宮町立三里小学校（現・田辺市立三里小学校）

## 文化財・記念物・史跡
熊野本宮大社とそれに関わる文化財や史跡が多く、「紀伊山地の霊場と参詣道」としてユネスコの世界遺産に登録されている。国の文化財等への指定・登録は遅く、本宮の経塚から江戸時代後期に出土した経筒を除けば、近年指定されたものが多い。ほか昭和初期にユミノネシダの自生地が天然記念物の指定を受けている。また本宮町大瀬には太鼓踊が伝わり、国無形民俗文化財に選択されている。
重要文化財
- 熊野本宮大社・社殿、江戸時代（三棟）

史跡
- 熊野参詣道のうち
  - 中辺路（和歌山県中辺路町-本宮町-新宮市-那智勝浦町）
  - 小辺路（和歌山県高野町-奈良県野迫川村-十津川村-本宮町）
  - 伊勢路（三重県熊野市-尾鷲市-大紀町-紀伊長島町-海山町-御浜町-紀和町-和歌山県熊野川町-本宮町）

天然記念物
- ユノミネシダ自生地、本宮町湯峯

国選択無形民俗文化財（県指定無形無形民俗文化財）
- 大瀬の太鼓踊、本宮町大瀬、大瀬太鼓踊保存会

出土遺物
- 青銅製経筒、陶製外筒保安2年（1121年）刻銘（本宮より出土、東京国立博物館蔵）

## 交通
鉄道は町内にはなく、道路交通に頼っている。遠距離公共交通機関としては、JR西日本紀勢本線紀伊田辺駅および新宮駅、近畿日本鉄道大和八木駅からそれぞれバスがある。
国道168号および国道311号が通じており、町内に両道路の交差点がある。国道168号は南北方面への陸路であり、熊野川町を経て南の新宮市、十津川村を経て北の大和高田市、枚方市へとつながる。
国道311号は東の三重県尾鷲市から出て、熊野川町から本宮町に入る。西は中辺路町を経て、 大塔村、上富田町へ通じる。311号の本宮町より東側はかつての熊野参拝路のうち伊勢路にほぼ当たり、西側は中辺路に当たる。西に位置する田辺市に達するには中辺路町を経由するのが普通である。
他、大塔村との間には安川大塔川林道がある。

## その他
町の南西部宮地で、耕作放棄された水田がふけ田（「深い田」から来た語）と呼ばれる湿地帯に転じ、水棲生物に富むことで1950年代より注目された。1990年代に生活廃水の排除や見学路の整備事業が行われたが、かえってこれにより湿地と水路が分離され、ふけ田に特有な水の行き来が阻害され湿地の縮小が進み以前の豊富な生物相が失われたと批判する声もある。